# Butterworth-filterprototype
Butterworth-filterprototypes zijn veelgebruikte filterprototypes: in de standaardvorm zijn het laagdoorlaatfilters met een kantelfrequentie op 1 rad/sec. Dit artikel gaat over deze standaardvorm. Deze filters hebben een continu dalende frequentierespons, met een verloop van −20 dB/decade per orde in de stopband. Het zijn zogenaamde all pole filters, wat betekent dat alle nullen op oneindig liggen. Hun faserespons is redelijk lineair in de doorlaatband, in vergelijking met de andere families van filterprototypes. Enkel de Bessel-prototypes presteren op dit gebied beter. Deze prototypes werden ontwikkeld door de Britse ingenieur Stephen Butterworth.

## Poolposities van de systeemfuncties
Butterworth-prototypes zijn beschikbaar voor alle filterordes. De orde van een filter is de graad van de noemer van de systeemfunctie, en is dus ook het aantal polen. Een filter bezit ook evenveel nullen. Bij de Butterworth-prototypes liggen deze nullen allen op oneindig zodat de teller van de systeemfunctie constant is, en meer bepaald gelijk aan 1 kan genomen worden zodat de versterking voor lage frequenties quasi 1 is omdat ook de constante term van de noemer steeds 1 is.
De posities van de polen worden eenduidig bepaald door de combinatie van de volgende regels:
- ze liggen allen op de linkerkant van de eenheidscirkel van het complexe s-vlak.
- de onderlinge hoek tussen twee opeenvolgende polen, gezien van de oorsprong van het complexe vlak, is 180°/n, waar n de orde is.
- polen die complex zijn moeten steeds voorkomen in complex toegevoegde koppels (dit geldt niet alleen voor Butterworth-systeemfuncties maar voor alle systeemfuncties van lineair systemen)

## Systeemfuncties

### Orde 1
Omdat een systeemfunctie van orde 1 slechts één pool heeft moet deze noodzakelijk reëel zijn. Gezien deze bij een Butterworth-systeemfunctie ook nog eens op de linkerhelft van de eenheidscirkel moet liggen, is de enige mogelijke poolpositie s = −1. De systeemfunctie is dus:
{\displaystyle B_{1}(s)\,=\,{\frac {1}{s+1}}}

### Orde 2
De twee polen liggen, door toepassing van bovenstaande eisen, op posities {\displaystyle e^{j3\pi /4}} en {\displaystyle e^{-j3\pi /4}}. De systeemfunctie van een tweede-orde-Butterworth-filter is dus (na toepassing van de cosinusformule van Euler):
{\displaystyle B_{2}(s)\,=\,{\frac {1}{s^{2}+{\sqrt {2}}s+1}}}

### Hogere ordes
Op gelijkaardige manier kunnen voor hogere ordes de posities van de polen gevonden worden, en kan de noemer van de systeemfunctie dus gereconstrueerd worden. Gezien alle tellers van Butterworth-systeemfuncties gelijk aan 1 zijn, worden in de literatuur doorgaans enkel de noemers vermeld. Voor orde 1 tot en met 8 zijn deze noemers:
| n | Noemers van de systeemfuncties {\displaystyle B_{n}(s)}                                      |
| - | -------------------------------------------------------------------------------------------- |
| 1 | {\displaystyle (s+1)}                                                                        |
| 2 | {\displaystyle s^{2}+1{,}4142s+1}                                                            |
| 3 | {\displaystyle (s+1)(s^{2}+s+1)}                                                             |
| 4 | {\displaystyle (s^{2}+0{,}7654s+1)(s^{2}+1{,}8478s+1)}                                       |
| 5 | {\displaystyle (s+1)(s^{2}+0{,}6180s+1)(s^{2}+1{,}6180s+1)}                                  |
| 6 | {\displaystyle (s^{2}+0{,}5176s+1)(s^{2}+1{,}4142s+1)(s^{2}+1{,}9319s+1)}                    |
| 7 | {\displaystyle (s+1)(s^{2}+0{,}4450s+1)(s^{2}+1{,}2470s+1)(s^{2}+1{,}8019s+1)}               |
| 8 | {\displaystyle (s^{2}+0{,}3902s+1)(s^{2}+1{,}1111s+1)(s^{2}+1{,}6629s+1)(s^{2}+1{,}9616s+1)} |

Merk op dat de noemers geschreven worden als een product van factoren van orde 2, aangevuld met een factor {\displaystyle (s+1)} indien de orde oneven is. Een Butterworth-prototype van oneven orde heeft immers steeds één reële pool die noodzakelijkerwijze in {\displaystyle s=-1} moet liggen. Het schrijven als product van orde twee factoren wordt bewust gedaan omdat een concrete realisatie van een filter van hogere orde wordt uitgevoerd als een serie van tweede orde reële filters. Elke tweede orde deelfilter neemt dan een koppel complex toegevoegde polen voor zijn rekening en kan dan afzonderlijk van de andere gedimensioneerd worden.

## Amplituderespons

Bodeplot van de amplituderespons van standaard Butterworth-prototypes van orde 1 tot 5. De helling in de stopband is 20n dB/decade met n de filterorde.

De amplituderespons van een LTC-systeem geeft aan met welke factor de amplitude van een zuivere sinus wordt vermenigvuldigd wanneer hij door het filter gaat. De amplituderespons van een LTC-systeem is een functie van de (hoek)frequentie. Voor Butterworth-filters kan een eenvoudige uitdrukking van de amplituderespons gevonden worden, in functie van de hoekfrequentie {\displaystyle \omega } en de orde n:
{\displaystyle A_{n}(\omega )\,=\,{\frac {1}{\sqrt {1+\omega ^{2n}}}}}
Deze formule geldt voor een afbreekfrequentie van 1 rad/sec. 
De amplituderespons is monotoon dalend, zonder enige rimpel, noch in de doorlaatband of de stopband. Voor elke orde is de amplituderespons voor {\displaystyle \omega =1} gelijk aan {\displaystyle 1/{\sqrt {2}}}. Hij is ook voor alle ordes maximaal vlak. Meer bepaald zijn de eerste tot en met de afgeleide van orde 2n−1 van de amplituderespons nul voor {\displaystyle \omega } = 0.

## Concreet gebruik
Butterworth-filterprototypes kunnen, net zoals de andere soorten prototypes, gebruikt worden als vertrekpunt voor het opstellen van een systeemfunctie van gelijk welke orde, voor gelijk welk type bandselectief filter, en met de gewenste afbreekfrequentie(s). De hiervoor benodigde transformaties staan samen met een voorbeeld beschreven in het artikel over filterprototypes.